# Берёзово (Чердынский район)
Берёзово — деревня в Чердынском городском округе Пермского края России.

## История
До 6 апреля 2019 года входила в состав ныне упразднённого Ныробского городского поселения Чердынского района.

## География
Деревня находится в северной части края, в районе среднетаёжных пихтово-еловых лесов, на берегах реки Берёзовой, на расстоянии приблизительно 76 километров (по прямой) к северо-востоку от города Чердынь. Абсолютная высота — 219 метров над уровнем моря.
Климат
Климат характеризуется как умеренно континентальный, с продолжительной холодной зимой и умеренно тёплым коротким летом. Средняя многолетняя температура самого холодного месяца (января) составляет −16,4°С (абсолютный минимум — −46 °С), температура самого тёплого (июля) — +16,8°С (абсолютный максимум — 36 °С). Среднегодовое количество осадков — 605 мм. При этом большинство (две трети от общего количества) осадков выпадает в тёплый период (с апреля по октябрь). Продолжительность безморозного периода составляет 109 дней.

## Население
| 2010 |
| ---- |
| 4    |

Половой состав
По данным Всероссийской переписи населения 2010 года в половой структуре населения мужчины составляли 50 %, женщины — соответственно также 50 %.
Национальный состав
Согласно результатам переписи 2002 года, в национальной структуре населения русские составляли 100 % из 7 чел.